# フォラーノ
フォラーノ（伊: Forano）は、イタリア共和国ラツィオ州リエーティ県にある、人口約3,300人の基礎自治体（コムーネ）。

## 地理

### 位置・広がり
リエーティ県のコムーネ。県都リエーティから西南西へ25kmの距離にある。

#### 隣接コムーネ
隣接するコムーネは以下の通り。括弧内のRMはローマ県所属を示す。
- カンタルーポ・イン・サビーナ
- フィラッチャーノ (RM)
- ポッジョ・カティーノ
- ポッジョ・ミルテート
- ポンツァーノ・ロマーノ (RM)
- セルチ
- スティミリアーノ
- タラーノ

### 気候分類・地震分類
フォラーノにおけるイタリアの気候分類 (it) および度日は、zona D, 1850 GGである。
また、イタリアの地震リスク階級 (it) では、zona 2B (sismicità media) に分類される。